# Бенгтсон, Герман
Герман Бенгтсон (нем. Hermann Bengtson, 2 июля 1909, Ратцебург — 2 ноября 1989, Мюнхен) — немецкий историк, специалист по древней истории, профессор и ректор Вюрцбургского университета.

## Биография
С 1930 по 1934 годы учил историю, классическую филологию, египтологию и ассириологию в Гамбурге, Пизе и Мюнхене, где в 1935 году у Вальтера Отто получил ученую степень. В 1933 году вступил в НСДАП. В 1939 году получил в Мюнхене степень доктора, в 1940 году должность доцента в Гейдельбергском университете у Фрица Шахермеира.
Служба в армии (в 1939-41 и 1944-45 годах) во время Второй мировой войны на его научной карьере не отразилась. Он писал с Восточного фронта письма ректору Мюнхенского университета Вальтеру Вюсту, после чего был приглашен в 1941 году приват-доцентом в Мюнхенский университет, а в 1942 году получил профессуру по истории древнего мира в Йене.
После войны переселился в Мюнхен. Из-за членства в НСДАП лишь в 1949 году получил право преподавания в университете. С 1951 года состоит ассистентом во вновь созданной комиссии по истории древнего мира и эпиграфики. В 1952 году он назначен профессором истории древнего мира в Вюрцбургский университет, ректором которого он становится в 1959-60 годы. Позже Бенгтсон переходит в Тюбинген, а в 1966 году в Мюнхен, где он возглавляет кафедру до ухода на пенсию в 1977 году. После ухода на пенсию Бенгтсон продолжил читать лекции в университете Мюнхена.
Бенгтсон занимался, как и его учитель Вальтер Отто, сначала главным образом греческой историей, в частности, эллинизмом, и историей права. Позже он написал также отдельные исследования по темам римской истории. С 1953 года он был издателем руководства по археологии, причем сам написал тома по греческой и римской истории. Кроме того, с 1955 года он был соиздателем Сообщений о исследованиях папирусов и античной истории права, и с 1952 года двадцать лет соиздателем журнала «История».
В 1962 году Бенгтсон был избран членом Королевского научного общества Лунда (Швеция), в 1965 году — членом Королевской академии наук, литературы и изящных искусств Бельгии, в 1968 году — членом Баварской Академии Наук. В 1970 году он стал действительным членом Немецкого Археологического института.

## Труды
- 1937—1952 Die Strategie in der hellenistischen Zeit III
- 1939 Einzelpersönlichkeit und athenischer Staat zur Zeit des Peisistratos und des Miltiades
- 1949 Einführung in die Alte Geschichte (8. Aufl. 1979)
- 1950 Griechische Geschichte von den Anfängen bis in die römische Kaiserzeit. (5. Aufl. 1977, Nachdruck 1996)
- 1960 Über die Zukunft unserer Universitäten
- 1967 Grundriss der römischen Geschichte. Republik und Kaiserzeit bis 284 n. Chr. (3. Aufl. 1982)
- 1970 Zur Geschichte des Brutus
- 1971 Die Olympischen Spiele in der Antike
- 1972 Zu den Proskriptionen der Triumvirn
- 1974 Zum Partherfeldzug des Antonius
- 1974 Kleine Schriften zur Alten Geschichte
- 1975 Herrschergestalten des Hellenismus
  - Бенгтсон Г. Правители эпохи эллинизма. — М.: Наука, 1982)
- 1977 Markus Antonius
- 1988 Gestalter der Alten Welt
- 1988 Die hellenistische Weltkultur
- 1989 Geschichte der Alten Welt (посмертно)